# نات
النات هو مجتمع مسلم يوجد في شمال الهند. وتوجد أعداد قليله منهم في منطقة تيراي في نيبال. وهم مسلمون متحولون من طبقة نات الهندوسية.

## الأصل والتاريخ
مسلمو نات هم مجتمع شبه بدوي، يمتهنون تقليديًا الرقص على الحبال، والشعوذة، قراءة البخت والتسول. يتواجدون بشكل رئيسي في مقاطعات مادهوباني، داربهانجا، ساماستيبور وباتنا. يتحدثون اللغة الأردية.